# Tændsats
En tændsats er et andet ord for detonator.
En tændsats' funktion er at detonere sekundære eksplosiver med trykbølge. 
En tændsats består af et primært eksplosiv stof der ved kontakt med flamme og under tryk detonerer med helt op over 5000 m/s, nogle gange bruges der også booster-eksplosiver for at gøre en tændsats kraftigere, som regel bruges PETN som booster.
Eksempler kan være:
- Træktændere.
- Aflastningstændere.
- Elektrisk aktiverede tændere.
- Lunter.

| Militær | Spire Denne artikel om militær er en spire som bør udbygges. Du er velkommen til at hjælpe Wikipedia ved at udvide den. |